# Rhipidura albolimbata
Rhipidura albolimbata là một loài chim trong họ Rhipiduridae.